# 오쿠무라 와타루
오쿠무라 와타루(일본어: 奥村 航, 1990년 9월 20일~)는 일본의 배구 선수이다. 현재 레이비스 도치기 소속으로 뛰고 있다.